# شارع فردريشتراسيه

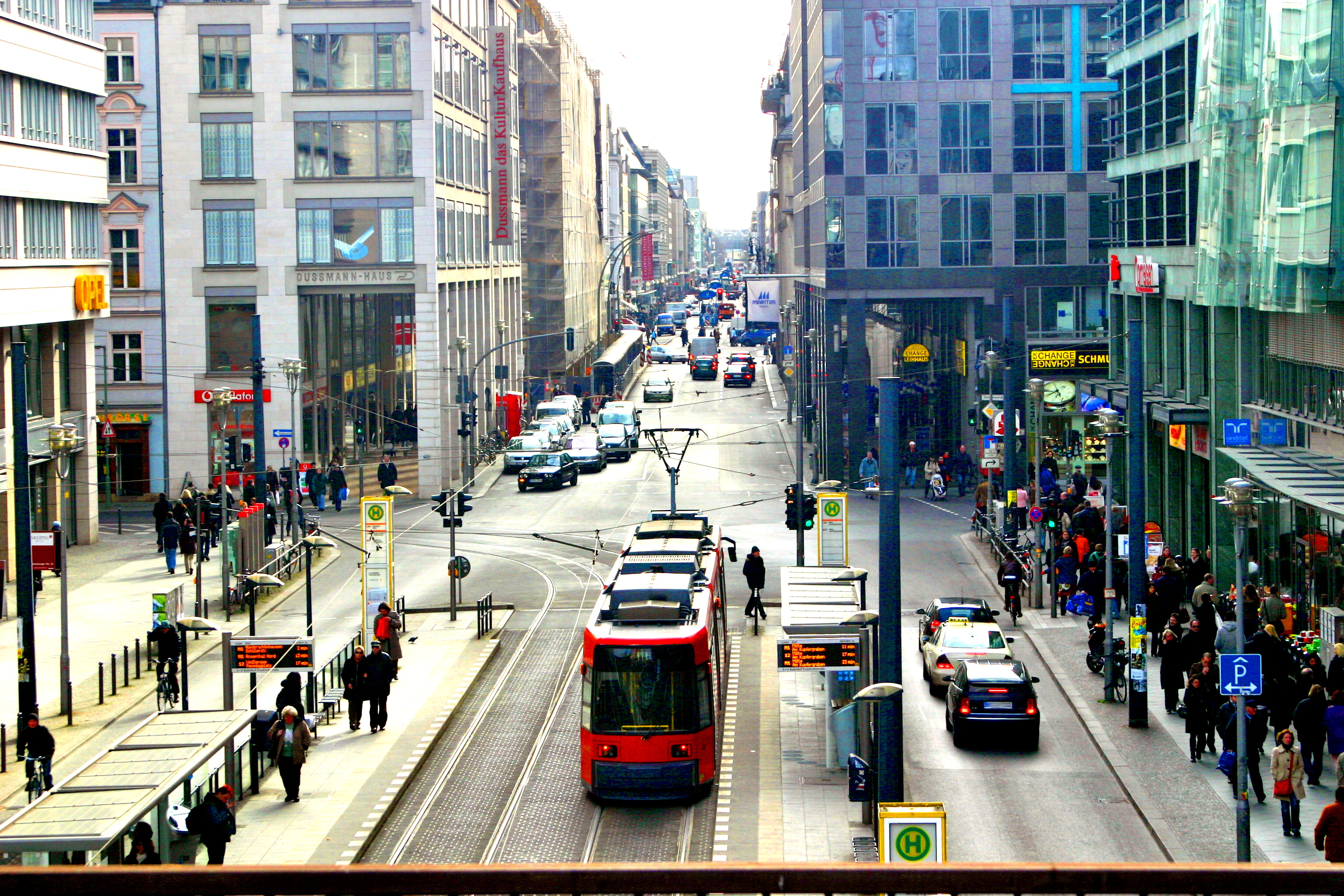
صورة عامة لشارع فردريشستراسيه

شارع فردريشتراسيه (بالألمانية: ‘Friedrichstraße’) يعتبر أحد أشهر وأهم الشوارع في مدينة برلين، ويعزى ذلكً إلى الهندسة المعمارية المميزة لهذا الشارع، علاوةً على وجود أرقى الماركات العالمية في عالم الأزياء والموضة، مثل لويس فويتون وغوتشي وغيرها. يبدأ الشارع من الجهة الشماليةً من منطقة مييته (بالألمانية: "(”Mitte وينتهي جنوباً في منطقة كروزبيرج، ونظراً لاتجاهه هذا، يشكل شارع فردريشتراسه رابطاً مهماً جداً بين المناطق الغربية والشرقية، ومن الجدير بالذكر أيضاً أن الشارع شهد أحداث تاريخية عدة؛ حيث قسم إلى جزءين بعد اقامة جدار برلين الفاصل عليه، كما أن نقطة التفتيش "شارلي" الشهيرة تقع في هذا الشارع.Friedrichstraße

## تاريخ الشارع

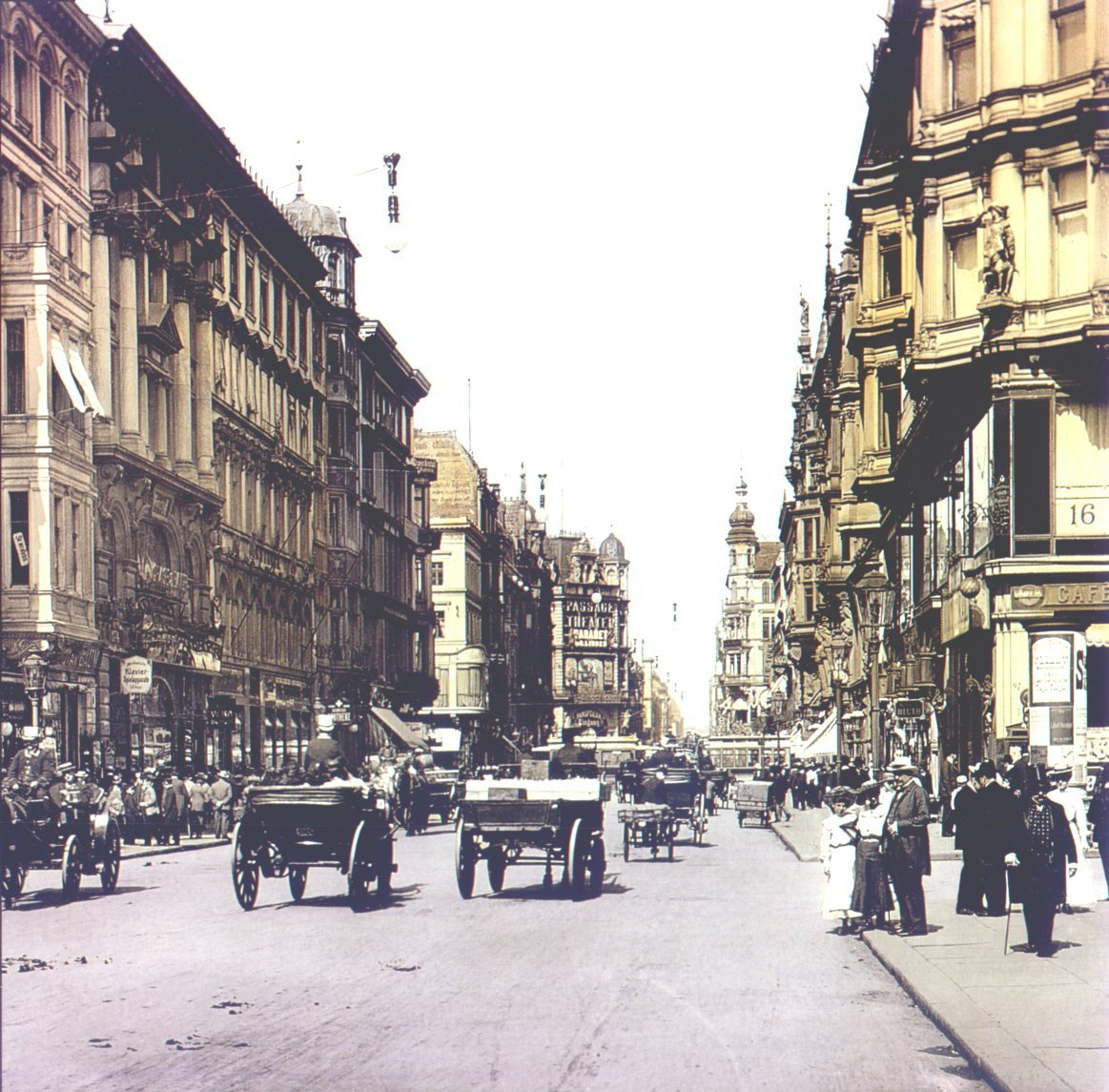
فردريشتراسيه في بداية القرن العشرين

تأثر شارع فردريشتراسيه تأثراً كبيراً بالحرب العالمية الثانية وتم إعادة بناءه جزئياً فقط خلال فترة انقسام برلين، حيث تم إعادة بناء الجزء التابع لبرلين الغربية ليصبح منطقة سكنية هادئة، أما الجزء التابع لبرلين الشرقية فقد شهد عمليات توسعة للشارع فيه ليصبح عدد حاراته أربعاً. بالإضافة إلى بناء عدد من الفنادق فيه. الا أن التطور الحقيقي في الشارع لم يحدث فعلياً الا بعد اتحاد شطري ألمانيا في عام 1990؛ فقد تمت عمليات تطوير شاملة في التسعيينيات في شارع فردريشتراسيه شارك فيها مهندسون معماريون عالميون مثل جوان نوفيل وفيليب جونسون.

## أشهر معالم شارع فردريشتراسه

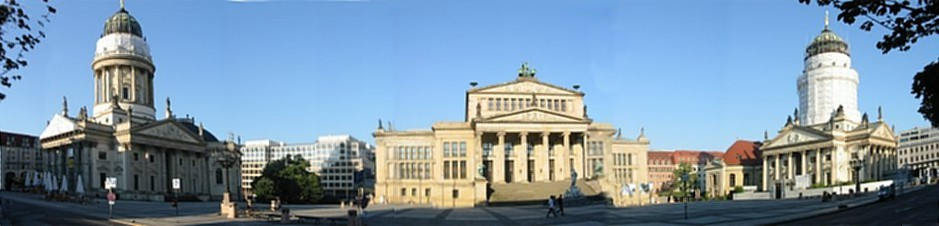
صورة بانورامية لساحة جندارمنماركت يظهر فيها المباني الثلاث

تعتبر ساحة جندارمنماكت (بالألمانية: "Gendarmenmarkt") من أشهر الساحات الموجودة في الشارع وأكبرها، تضم الساحة ثلاث مباني شهيرة يتوسطها تمثال الشاعر الألماني الشهير فريدرش شيلر (بالألمانية: "Friedrich Schiller")، منها الكاتدرائية الفرنسية التي بنيت في عام 1701، والكاتدرائية الألمانية التي بنيت في عام 1708، هذا ومن الجدير بالذكر أن الكاتدرائيتين يعدون مواقع أثرية إلا أن الكاتدرائية الفرنسية ما زالت تستخدم لأداء العبادة. المبنى الثالث والأخير في تاريخ البناء، هو المسرح الذي شيد عام 1821، بتصميم المهندس كارل فريدريك شينكيل ليأخذ مكان المسرح الوطني الذي كان قبله والذي دمر بحريق عام 1817. من الجدير بالذكر أيضاً أن المبنى يحتوي على بعض الأجزاء التي أخذت من المسرح الوطني المحروق.

## التسوق

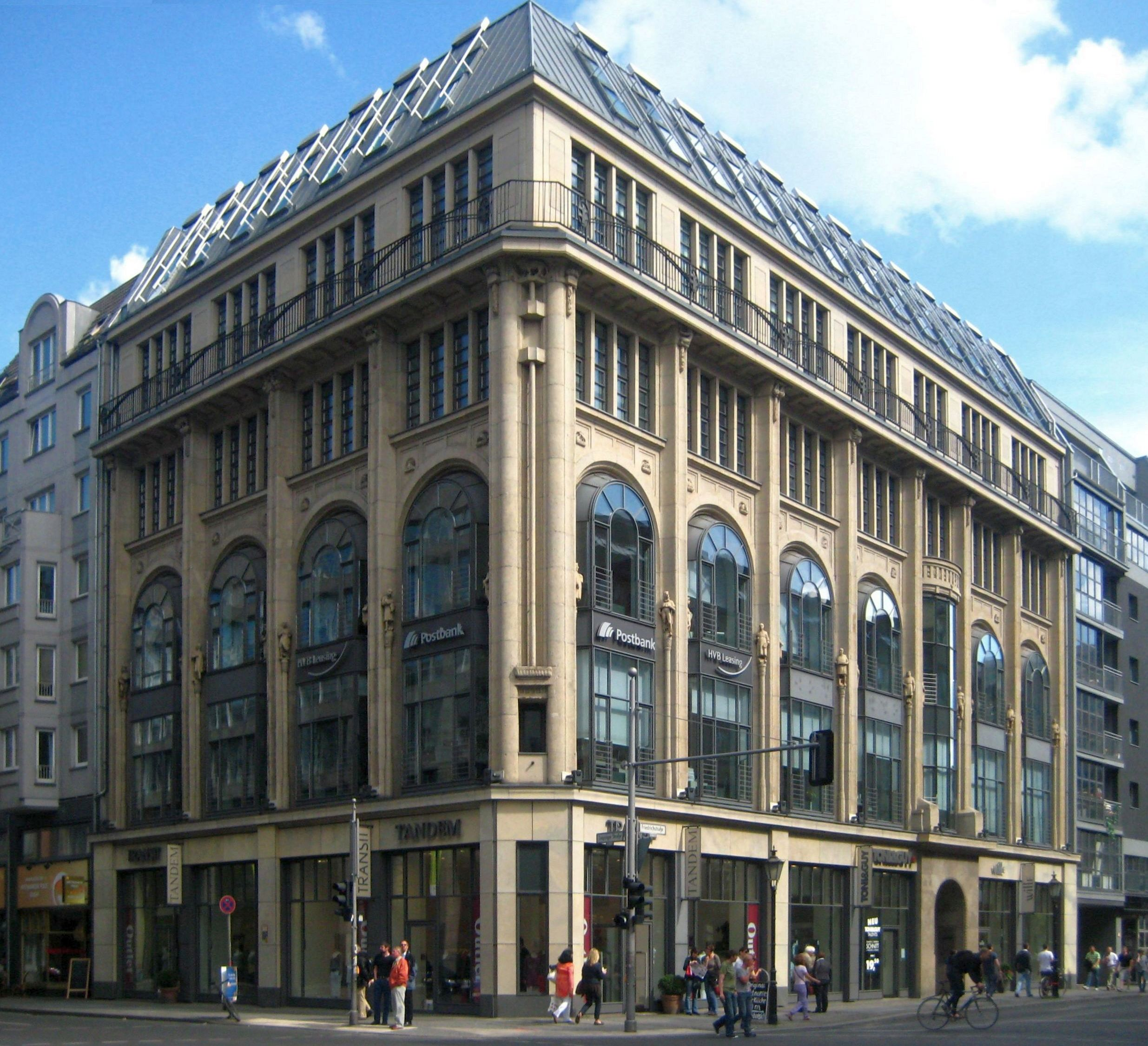
التسوق في فردريشستراسيه

تعتبر منطقة التسوق الخاصة بشارع فردريشستراسيه من أغنى المناطق بالمحلات ودور الأزياء الشهيرة، وقد تم تقسيمها إلى ثلاث مناطق مختلفة، وشارك في بناء هذه المنطقة أحد أشهر المعماريين، وأبرز الأمثلة على ذلك هو محل جاليري لافاييت المبني بالكامل من الزجاج غريب الشكل، والذي صممه المهندس المعماري الشهير جون نوفيل، بالإضافة إلى الكثير من الماركات العالمية الأخرى. كما يعتبر سوق الميلاد (بالإنجليزية: "Christmas Market") أحد أكثر الأسواق الموسمية شهرة في برلين. نسخة محفوظة 24 مارس 2014 على موقع واي باك مشين.